# 帰休兵
帰休兵（ききゅうへい）は、現役兵の定員が余剰になったときなどに、現役のまま在営期間を短縮して帰郷させられた一部の兵のこと。

## 旧日本軍における帰休兵制度の概要
兵役法によって現役は陸軍は2年、海軍は3年であるが、上述の定員超過によって、兵種の本務によって、あるいは本人の資質によって、教育期間が短縮されることがあり、兵役法11条から14条に、在営期間が短縮される場合が規定された。この短縮退営後の期間を帰休期間という（16条）。また現役期間中入営までの期間を未入営期間、未入営期間にある現役兵を未入営現役兵と言った。
どのような場合にどれほど期間が短縮されて帰休兵となるかはきわめて煩雑である。以下、概要について述べる。
1. 青年訓練修了者に対する短縮は6月以内と定められ、兵役法施行令31条によって歩兵科の兵（戦車兵をのぞく）は6月で、他の陸軍兵（輜重兵、特務兵、看護兵、磨工兵および補助看護兵はのぞく）および海軍兵は60日以内と勅定されているが、陸軍では省令で40日とされている。ついで青年訓練と同等以上と認める修了者は数項目あるが、昭和3年11月6日陸軍・文部省告示 1 を参照されたい。
2. 一般兵にたいする短縮（12条）は、青年訓練を修了しない者、検定に合格しない者、検定に合格して在営間の成績の不良である者の在営期間は軍事上妨げのないかぎり勅令の定めによって60日以内短縮することができる。現役は12月1日が始期であるが、入営は翌年1月10日である。
3. 短期教育兵種にたいする短縮（13条）。1年6月以内に教育を修了し得る兵種に属する現役兵（輜重兵、特務兵、看護兵、磨工兵および補助看護兵）は上述各種の短縮にかかわらず、勅令の定めによって在営期間を短縮することができる。
4. 成績優秀者および定員過剰者にたいする短縮（14条）。